# 遠藤雅
遠藤 雅（えんどう まさし、1974年4月2日 - ）は、日本の俳優、声優、リポーター、ナレーター 、テレビディレクター、歌手、作詞家、作曲家、ボーカル。所属事務所は無し(かつては田辺エージェンシー、アパッチなどに所属）。

## 来歴
北海道札幌市出身。北海道札幌篠路高等学校中退後、17歳で俳優を目指して上京。1993年に橋口亮輔監督『二十才の微熱』で映画デビュー。映画、テレビドラマ、舞台、CMなど東京で20年以上俳優活動をしたが、2013年、地元北海道に帰り北海道文化放送でリポーター、ナレーターとして働き始める。現在は札幌市を拠点にリポーター、ナレーター、テレビディレクターのほか、TVCMなどにも出演中。俳優は休業中としているが、端役としていくつか出演を続けている。バンド「North Sea Ways」で作詞作曲ボーカルとして音楽活動、楽曲を配信リリースしている。

## 出演作品

### 映画
- 二十才の微熱（1993年）  - 宮島信一郎 役
- オールナイトロング2（1994年） - 主演・野田俊一  役
- WiLD ZERO（1999年） - 主演・エース 役
- TOKYO LOVE（2000年）
- 19（ナインティーン）（2001年）
- 忘れられぬ人々（2001年）
- グローウィン グローウィン（2002年）
- 黄昏流星群 星のレストラン（2002年)
- SABU 〜さぶ〜（2002年）  - 同年放送のテレビドラマの再編集劇場版
- オモヒノタマ〜念珠 第2話「自販機の女」（2004年）- 主演・柴崎浩太 役
- ともしび（2004年）
- 亡国のイージス（2005年）
- 愛妻日記「ホワイトルーム」（2006年）
- 天国は待ってくれる（2007年）
- ミッドナイト イーグル（2007年）
- 覗 （東京藝術大学 創立120周年記念企画 日韓学生共同制作映画）（2007年）
- 川の底からこんにちは（2010年） - 新井健一 役
- 団地妻 昼下がりの情事（2010年）
- あぜみちジャンピンッ!（2010年）
- 空の境界（2013年） - 緒方礼二 役

### テレビドラマ
- アリよさらば（1994年、TBS）- 安川浩一 役
- 土曜ワイド劇場「事件2 OLが見たホーム転落死の真相！もし貴女が男にからまれたら…」（1994年、テレビ朝日）- 夜間高校に通う生徒（第7回公判の証人） 役
- 世にも奇妙な物語「罰ゲーム」（1994年、フジテレビ）- 弘史 役
- 連続テレビ小説「ひまわり」（1996年、NHK） - 南田達也 役
- 薔薇の殺意〜虚無への供物（1997年、NHK）-  氷沼藍司 役
- 風になれ、鳥になれ（1998年、NHK）
- ボーイハント（1998年、フジテレビ） - レギュラー出演
- 上杉鷹山〜二百年前の行政改革〜（1998年、NHK）- 芋川磯右衛門 役
- 大河ドラマ「徳川慶喜」（1998年、NHK） - 広木松之介 役
- なっちゃん家 第12話（1998年、テレビ朝日）
- 新・腕におぼえあり 第21話（1999年、NHK）- 喜多郎 役
- シネマカクテル「セブンデイズパラダイス」（1999年、関西テレビ） - 主演
- 怒る男 わらう女（1999年、NHK） - レギュラー出演
- 海の上のラブソング（1999年、広島ホームテレビ）
- 悪いオンナ「誘惑を売る女」（1999年、TBS） - レギュラー出演
- 池袋ウエストゲートパーク 第6話（2000年、TBS）
- 真夏のメリークリスマス 第9話（2000年、TBS）
- 菜の花の沖（2001年、NHK） - 弥吉 役 レギュラー出演
- JUDGE CAFE（2001年、BS-i） - レギュラー出演
- The Apartment 第9話（2002年、BS-i）
- 大河ドラマ「利家とまつ〜加賀百万石物語〜」（2002年、NHK） - 伊達政宗 役
- SABU 〜さぶ〜（2002年、名古屋テレビ）
- 人情とどけます 最終回（2003年、NHK）
- ラストプレゼント（2003年、NHK）- 大塚吉郎 役
- 特命係長 只野仁 第18話（2005年、テレビ朝日） - 足立徹（美恵子の恋人） 役
- CHiLDREN（2006年、WOWOW）
- メッセージ〜伝説のCMディレクター・杉山登志〜（2006年、毎日放送）
- ジュテーム〜わたしはけもの 第2話（2008年、BSフジ） - 佐伯隆文 役
- SPEC〜警視庁公安部公安第五課 未詳事件特別対策係事件簿〜 第8話（2010年、TBS） - 渡辺麻由人 役
- まほろ駅前番外地 第9話（2013年、テレビ東京） - 斉藤 役

### 舞台
- STONES〔ウォーキングスタッフプロデュース〕（1999年）
- ムーン・パレス〔遊◎機械プロデュース〕（2001年） - 主演
- アイスクリームマン（2005年）
- 明日図鑑公演「砂の王国」（2006年）
- AMD企画 Vol.17「HAPPY」（2007年） - 演出
- CORNFLAKES 第4回公演「博士と太郎の異常な愛情」（2008年）

### バラエティ
- 世界ウルルン滞在記「ニュージーランド：ハーネスレース」（1997年、毎日放送）

### アニメ
- ビーストウォーズ 超生命体トランスフォーマー（1997年 - 1998年） - スコルポス 役[3] 日本語吹き替え
  - CG版ビーストウォーズ 激突!ビースト戦士（1998年） - スコルポス 役 日本語吹き替え
  - ビーストウォーズメタルス 超生命体トランスフォーマー　第1話（1999年） - スコルポス 役 日本語吹き替え
  - ビーストウォーズ 超生命体トランスフォーマー アゲイン（2023年） - スコルポス 役 日本語吹き替え
- トランスフォーマー アニメイテッド（2010年）- スクラッパー 役[4] 日本語吹き替え

### CM
- NTT東日本 フレッツADSL値下げキャンペーン（2002年）
- 薩摩酒造 さつま白波（2003年）
- コロナ SPACE21床暖（2003年）
- 東京海上日動 Baby’s Talk 篇（2008年〜） - 声の出演
- アサヒ飲料 富士山のバナジウム天然水 健康水の授業 篇（2008年）
- 東京海上日動 Baby’s Talk2 退院篇（2008年〜） - 声の出演
- テレビ東京 開局45周年記念キャンペーン "絆"（2009年） - 声の出演
- 東京海上日動 Baby’s Talk3 保険のプロ篇（2009年〜） - 声の出演
- 軽自動車館 アナウンサー編 アナウンサー役   (2018年)
- ラーメン山岡家 出演とナレーション (2018年9月〜2020年9月)
- ワタキューセイモア　出演とナレーション　(2019年7月〜)
- ベル食品「おろししゃぶしゃぶのたれ」出演(2020年10月〜現在)

### ラジオドラマ
- 子供の情景（1997年、NHK-FM） - 主演
- サイパンの蒼い海（1998年、NHK-FM）
- カタツムリたち（1999年、NHK-FM） - 主演
- 春の翼（2000年、NHK-FM） - 主演
- アンチノイズ（2002年、NHK-FM） - 主演
- 焼け跡の天女（2005年、NHK-FM）

### ナレーション
- 椎名誠 島からの風（2000年、WOWOW）

### ミュージックビデオ
- 松崎ナオ『月と細胞』（2000年、渡辺一志監督） - 浜辺の男 役
- ウルフルズ『事件だッ!!』（2001年、竹内鉄郎監督） - 新任教師・横山やすお 役

### テレビ番組
- U型テレビ（2013〜2015、北海道文化放送） - リポーター
- みんなのテレビ（2015〜2019、北海道文化放送) - リポーター、ナレーター　
  - みんテレ (2019〜現在) - リポーター、ナレーター
  - いっとこ! みんテレ - リポーター